# 德拉古廷·乔蒂
德拉古廷·乔蒂（1905年10月19日—1974年3月17日），克罗地亚男子体操运动员。他曾代表南斯拉夫参加1928年夏季奥林匹克运动会体操比赛，获得男子团体全能铜牌。